# بیمارستان امیدوار
بیمارستان امیدوار بیمارستانی است دانشگاهی و درمانی واقع در استان فارس، شهرستان اوز، شهر اوز، وابسته به دانشکده علوم پزشکی لارستان با ظرفیت ۸۵ تخت ثابت و ۵۴ تخت فعال که در سال ۱۳۷۱ خورشیدی تأسیس گردید.
هم اکنون این بیمارستان دارای بخش‌های اتاق عمل، زایشگاه، اورژانس، جراحی عمومی، چشم، داخلی ،جراحی ارتوپدی، جراحی زنان و زایمان، جراحی ارولوژی، اطفال، ENT، عفونی ، CCU و دیگر واحدهای پاراکلینیکی و درمانگاهی می‌باشد.